# Лазенки (Москва)
Лазе́нки — посёлок в составе Москвы, на территории района Ново-Переделкино Западного административного округа.

## География
В посёлке расположены Большой и Малый Лазенковские пруды. С юга Лазенки от посёлка Чоботы отделяет Киевское направление Московской железной дороги и платформа Переделкино. Севернее Лазенок расположен кардиологический санаторный центр «Переделкино».

## История
22 мая 1984 года посёлок вместе с другими населёнными пунктами Терешковского сельсовета Ленинского района Московской области был включён в состав Москвы, образовав новый район — Солнцевский. 12 сентября 1991 года в результате разделения Солнцевского района, посёлок Лазенки вошёл в состав муниципального округа Ново-Переделкино.
Название посёлка отражено в семи улицах района Ново-Переделкино.